# Arambagh KS
Arambagh Krira Sangha (bengalisch আরামবাগ ক্রীড়া সংঘ) ist ein Fußballverein aus Arambag, Bangladesch. Aktuell spielt der Verein in der dritthöchsten Liga des Landes, der Dhaka Senior Division Football League.
Am 29. August 2021 hatte der Disziplinarausschuss der Bangladesh Football Federation die Beteiligung des Vereins an Spot-Fixing, Spielmanipulationen sowie Live- und Online-Wetten bestätigt. Die BFF-Disziplinarkommission hat entschieden, den Verein für zwei Jahre aus der zweiten Liga auszuschließen. Der Verein darf in der dritten Liga starten.

## Erfolge
- Independence-Cup-Sieger: 2017/18
- Bangladescher Pokalfinalist: 1997, 2001, 2016
- Bangladescher Zweitligavizemeister: 2015/16  ▲

## Stadion
Der Verein trägt seine Heimspiele im Munshiganj Stadium, offiziell Shaheed Bir Sreshtho Flight Lieutenant Matiur Rahman Stadium, in Munsiganj aus. Das Stadion hat ein Fassungsvermögen von 10.000 Personen.

## Trainerchronik
| Trainer               | Nation      | von              | bis              |
| --------------------- | ----------- | ---------------- | ---------------- |
| Saiful Bari Titu      | Bangladesch | 16. März 2016    | 3. Januar 2017   |
| Maruful Haque         | Bangladesch | 8. April 2017    | 30. Juni 2019    |
| Millon Mollah         | Bangladesch | 1. November 2019 | 31. Oktober 2020 |
| Subrata Bhattacharjee | Indien      | 1. November 2020 | 4. Februar 2021  |
| Douglas Silva         | Brasilien   | 4. Februar 2021  | 1. März 2021     |
| Millon Mollah         | Bangladesch | 7. März 2021     | heute            |

## Saisonplatzierung
| Saison  | Liga                                  | Level | Platz             | FA Cup               | Independence Cup |
| ------- | ------------------------------------- | ----- | ----------------- | -------------------- | ---------------- |
| 2007    | Bangladesh Premier League             | 1     | 6.                |                      |                  |
| 2008/09 | Bangladesh Premier League             | 1     | 9.                |                      |                  |
| 2009/10 | Bangladesh Premier League             | 1     | 5.                |                      |                  |
| 2010/11 | Bangladesh Premier League             | 1     | 7.                |                      |                  |
| 2011/12 | Bangladesh Premier League             | 1     | 8.                | Viertelfinale        |                  |
| 2012/13 | Bangladesh Premier League             | 1     | 9. ▼              | Gruppenphase (2012)  |                  |
| 2014    | Bangladesh Championship League        | 2     | 5.                |                      |                  |
| 2015/16 | Bangladesh Championship League        | 2     | 2. ▲              |                      |                  |
| 2016    | Bangladesh Premier League             | 1     | 6.                | 2. Platz             |                  |
| 2017/18 | Bangladesh Premier League             | 1     | 8.                | Gruppenphase (2017)  | Sieger           |
| 2018/19 | Bangladesh Premier League             | 1     | 5.                | Viertelfinale (2018) |                  |
| 2019/20 | Bangladesh Premier League             | 1     | 8. (nach Abbruch) | Gruppenphase         |                  |
| 2020/21 | Bangladesh Premier League             | 1     | 12. ▼             | Gruppenphase         |                  |
| 2021/22 | Bangladesh Championship League        | 2     | Keine Teilnahme ▼ |                      |                  |
| 2022/23 | Dhaka Senior Division Football League | 3     |                   |                      |                  |